# Giancarlo Ferretti
Giancarlo Ferretti (Lugo, Emília-Romanya, 9 d'agost de 1941) és un ciclista italià, ja retirat, que fou professional entre 1963 i 1970. De la seva carrera professional només destaca el 3r lloc aconseguit a la Volta a Catalunya de 1968, rere Eddy Merckx i Felice Gimondi.
Ha dirigit diferents equips ciclistes com el Bianchi-Campagnolo, l'Ariostea, el MG Maglificio i el Fassa Bortolo; i ha tingut sota les seves ordres corredors com Alessandro Petacchi, Ivan Basso, Joan Antoni Flecha, Fabian Cancellara, Michele Bartoli o Dario Frigo.

## Palmarès
- 1962
  - Vencedor d'una etapa al Giro del Friül-Venècia Júlia

### Resultats al Giro d'Itàlia
- 1963. 20è de la classificació general
- 1964. Abandona
- 1965. 18è de la classificació general
- 1966. 26è de la classificació general
- 1967. 36è de la classificació general
- 1968. 43è de la classificació general
- 1969. 50è de la classificació general

### Resultats al Tour de França
- 1967. 68è de la classificació general
- 1969. 43è de la classificació general

### Resultats a la Volta a Espanya
- 1968. 30è de la classificació general